# 1898 în film
- 1897 în cinematografie — 1898 în cinematografie — 1899 în cinematografie

## Filme produse în 1898
- The Ball Game
- The Nearsighted School Teacher
- Surrender of General Toral
- Smích a pláč (Râset și lacrimi), primul film ceh